# Schendyla tesselata
Schendyla tesselata är en mångfotingart som beskrevs av Karl Wilhelm Verhoeff 1943. Schendyla tesselata ingår i släktet Schendyla och familjen småjordkrypare.
Artens utbredningsområde är Italien. Inga underarter finns listade i Catalogue of Life.